# Nephthea corallina
Nephthea corallina is een zachte koraalsoort uit de familie Nephtheidae. De koraalsoort komt uit het geslacht Nephthea. Nephthea corallina werd in 1910 voor het eerst wetenschappelijk beschreven door Kükenthal. 